# 帕維爾·克利緬科
帕维尔·尤里耶维奇·克利緬科（羅馬化：Pavel Yuryevich Klimenko；1977年6月29日—2024年11月6日），俄羅斯陸軍少将，生前曾指挥驻扎在烏克蘭占領區顿涅茨克附近一帶的陸軍第5独立摩托化步枪旅。2024年，克利緬科被烏軍無人機襲擊后陣亡。

## 生平
1977年6月29日，克利缅科出生于南俄斯塔夫罗波尔边疆区。他毕业于圣彼得堡联合兵种学校，在2022年俄罗斯入侵乌克兰之前曾於北高加索和俄佔克里米亚服役。克利缅科于2024年5月被晋升为少将。
侵略烏克蘭期间，克利缅科的部队被指控虐待拒绝战斗的俄罗斯士兵。据俄罗斯消息人士透露，他在頓涅茨克市郊一处废弃矿井建立了集中营。该旅还被指控于2024年4月谋杀美裔親俄戰士罗素·本特利。
2024年11月6日，克利缅科在乌克兰東部被烏軍的自殺式无人机击中身亡，终年47岁。